# Dactylorhiza ruppertii
Dactylorhiza ruppertii là một loài thực vật có hoa trong họ Lan. Loài này được (M.Schulze) Borsos & Soó mô tả khoa học đầu tiên năm 1960.